# Kunowo (województwo kujawsko-pomorskie)
Kunowo – wieś w Polsce położona w województwie kujawsko-pomorskim, w powiecie mogileńskim, w gminie Mogilno.

## Podział administracyjny
W latach 1975–1998 miejscowość administracyjnie należała do województwa bydgoskiego.

## Demografia
Według Narodowego Spisu Powszechnego (III 2011 r.) liczyła 254 mieszkańców. Jest 22. co do wielkości miejscowością gminy Mogilno.

## Losy dworu
Dwór z dobrym stanie przetrwał II wojnę światową. Majątek został włączony do utworzonego Państwowego Gospodarstwa Rolnego (PGR) z siedzibą w pobliskim Szczeglinie. Dwór został rozebrany w celu pozyskania budulca na zabudowania gospodarcze miejscowego PGR.